# Richard Oelsner
Richard Oelsner (* 15. Dezember 1994) ist ein ehemaliger deutscher Bobsportler. Zwischen 2015 und 2020 errang er als Zweierbob- und Viererbobpilot sechs Junioren-Weltmeistertitel. Zudem gewann er 2017 die WM-Bronzemedaille im Teamwettbewerb. Sein Debüt im Weltcup gab er im Januar 2020.

## Sportliche Laufbahn
Oelsner begann seine sportliche Laufbahn als Leichtathlet und belegte 2011 als Speerwerfer bei den deutschen Jugendmeisterschaften in Jena den sechsten Platz. Im gleichen Jahr trat er erstmals im Bobsport an, zunächst als Anschieber von Philipp Mölter. Das Duo wurde im Vorfeld der Olympischen Jugend-Winterspiele 2012 von dem mehrmaligen Bob-Olympiasieger André Lange trainiert und erreichte bei den Wettkämpfen in Innsbruck Rang sechs. Ab dem Winter 2014/15 wurde Oelsner regelmäßig – nun als Pilot – im Bob-Europacup eingesetzt. Im Januar 2015 gewann er gemeinsam mit Anschieber Eric Franke sein erstes Europacuprennen, einen Monat später triumphierte das Duo bei der Junioren-WM auf der Heimbahn in Altenberg. Oelsner und Franke qualifizierten sich damit auch für die Weltmeisterschaft im Erwachsenenbereich in Winterberg, bei der sie nach dem ersten Lauf den zweiten Zwischenrang einnahmen und letztlich Neunte wurden.
In den folgenden Jahren bis Anfang 2020 feierte Oelsner mit wechselnden Anschiebern fünf weitere Siege bei Junioren-Weltmeisterschaften, darunter 2019 auch als Viererbobpilot. 2018 errang er zusammen mit Alexander Schüller im Zweierbob seinen ersten deutschen Meistertitel. Zudem entschied er zwischen Dezember 2016 und Dezember 2019 elf weitere Europacuprennen für sich und gewann in dieser Serie sowohl in der Saison 2016/17 als auch 2018/19 die Gesamtwertung der Zweierbobpiloten. Als Teil eines internationalen Teams unter deutscher und rumänischer Beteiligung holte Oelsner mit Anschieber Marc Rademacher die Bronzemedaille im Teamwettbewerb der WM 2017. Nach seinem zweiten Zweierbob-Titel bei nationalen Meisterschaften im November 2019 (mit Anschieber Issam Ammour) fand er im Januar 2020 erstmals Berücksichtigung im deutschen Weltcupteam, wo er in seinen drei Saisoneinsätzen die Plätze fünf, drei und vier belegte. Bei der Weltmeisterschaft 2020 erreichte er nach vier Läufen den fünften Platz der Gesamtwertung.
Im Vorfeld der Saison 2020/21 zog sich Oelsner bei den deutschen Meisterschaften am Königssee eine Wadenverletzung zu. Die Verletzung brach wenige Wochen später erneut als Muskelfaserriss auf, sodass er für den gesamten Winter ausfiel. Bei seiner Rückkehr ins Wettkampfgeschehen unterlag er im Herbst 2021 in der teaminternen Ausscheidung Christoph Hafer und startete deswegen in der Saison 2021/22 nicht im Welt-, sondern im Europacup. Bei den Olympischen Winterspielen 2022 war er Ersatzpilot, kam aber nicht zum Einsatz. Im November 2022 wurde Oelsner deutscher Vizemeister im Zweierbob hinter Hans Peter Hannighofer, trat aber aus gesundheitlichen Gründen nicht zum Viererbob-Rennen an. Er startete im Winter 2022/23 zu keinem internationalen Wettkampf.
Oelsner startet für den in Altenberg beheimateten BSC Sachsen Oberbärenburg, zu dessen Kader auch der Weltmeister und Olympiasieger Francesco Friedrich sowie der Weltcupsieger Nico Walther (bis zu seinem Karriereende 2020) gehörten.